# Луди Коњ
Луди Коњ (лак. Tȟašúŋke Witkó, : []; око 1842 — 5. септембар 1877), дословно „Његов Коњ Је Луд”, био је амерички старосједилачки вођа Оглала Лакота. Подигао је војску на америчку савезну владу због задирања у територију и начин живота племена Лакота, глумио је мамац у Фетермановом масакру и предводио побједничку страну у бици код Литл Бигхорна у јуну 1876. године.
Четири мјесеца након предаје америчкој војсци под командом генерала Џорџа Крука у мају 1877. године, Луди Коњ је смртно рањен убодом бајонета војног чувара, док се наводно опирао притварању у тврђави Робинзон у данашњој Небрасци. Један је од највећих и легендарних америчких старосједилаца, а Поштанска служба Сједињених Држава му је одала почаст 1982. године са поштанском марком у вриједности од 13 центи у серији Велики Американци.

## Младост
Постоје различити извори о тачној години рођења Лудог Коња, али се слажу да је рођен између 1840. и 1845. године. Према његовом блиском пријатељу, Луди Коњ и он „су рођени исте године у исто доба године”, што кроз пописне податке и остале интервјуе одговара 1842. години. Охрабљујући Медвјед, оглалски врач и духовни савјетник ратног вође Оглала, каже да је Луди Коњ рођен „у години у којој је група којој је припадао, Оглала, украла једну стотину коња, на јесен исте године”, позивајући се на лакотски календар или зимско рачунање.

## Галерија
- Луди Коњ 1877.
- 1877.
- Обележје на месту на којем је убијен Луди Коњ